# Parc Merveilleux
Le Parc merveilleux est un parc de loisirs et zoologique ouvert le 17 mai 1956 et situé à Bettembourg au Grand-Duché du Luxembourg.

## Description

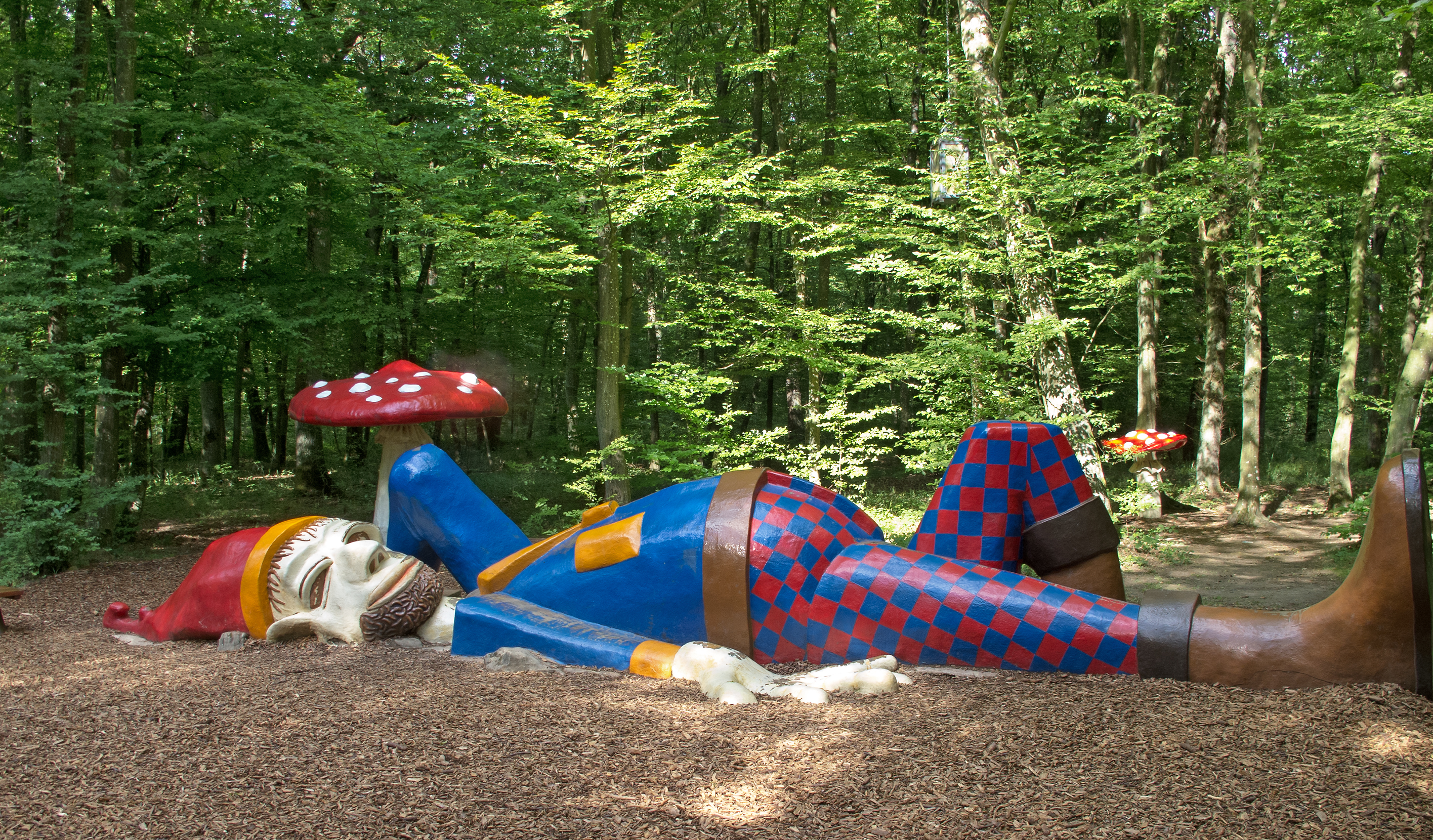
Personnage de contes de fées.

Il est l'unique parc d'attractions et l'unique parc animalier reconnu zoo du Luxembourg. Le parc propose deux-mille animaux de presque deux-cents espèces des cinq continents, des aires de jeux pour les enfants avec un espace aquatique et une représentation par des poupées animées des principaux contes de fées. Il comporte un train miniature, la volière africaine, le poney-express (un parcours de chevaux galopants), minicars, la maison tropicale Amazonia, la maison Mahajanga, un minigolf et un mini zoo.
Les idées du paysagiste néerlandais Willem Ter Braake ont été la base de sa création en 1956.
En 1997, l'Association des parents d'enfant mentalement handicapés est le gestionnaire du parc et, au fil du temps, en devient l'actionnaire principal. L'association propose une formation et du travail à une centaine de salariés avec une déficience intellectuelle. Grâce à divers partenariats spécialisés, le Parc merveilleux favorise l'insertion des adultes handicapés mentaux. En 2017, ils sont quatre-vingt-cinq sous contrat adapté sur un total de cent-vingt employés.
Amazonia, la maison tropicale est inaugurée en 2003. Deux ans plus tard ouvre la plaine de jeu éducative Découverte de la forêt (plaine de jeu éducative)[réf. nécessaire]. La nouveauté 2008 est Mahajanga, la serre de l'ouest de Madagascar. Plusieurs animaux font leur entrée dans le parc : six loups arctiques et deux fennecs emménagent en 2010, un couple de marabouts fait de même en 2013 ainsi que huit macaques de Barbarie en 2015. L’étang africain est agrandi en 2012 et le minigolf est rénové en 2014.
La fréquentation du parc en 2011 est un record avec 240 000 visiteurs et diminue à 224 000 unités en 2012. En 2017 la fréquentation est de 238 000 visiteurs et remonte en 2018 pour atteindre le record de 270 000 visiteurs. Le public est composé de 30 % de Luxembourgeois, de 30 % d'Allemands, de 30 % de Français et de 10 % de Belges.